# キネカ錦糸町
キネカ錦糸町（キネカきんしちょう）は、かつて東京都墨田区江東橋の楽天地ビル 錦糸町西武にあった映画館。
錦糸町西武の7階にあり、座席数は130席。1986年11月5日開館、1994年1月末に閉館。経営は当時セゾングループの企業であった西友。

## 歴史

### 一般ミニシアター時代
1986年（昭和61年）11月5日、株式会社東京楽天地による楽天地ビルの全館オープンとともにキネカ錦糸町が開館した。オープニング作品はヴェネツィア国際映画祭で監督賞（銀獅子賞）を受賞したカナダ映画の『ソナチネ』。楽天地ビルには株式会社東京楽天地の直営劇場として江東劇場、本所映画、リッツ劇場、キンゲキ、錦糸町スカラ座の5館があったが、キネカ錦糸町は西友の経営である。楽天地ビルの核テナントは錦糸町西武店（錦糸町西武）だった。1986年（昭和61年）から1990年（平成2年）までは、セゾングループが製作した作品（シネセゾンの配給作品）、若い女性ファン向けの洋画などを上映していた。

### ソ連映画専門館時代
1990年（平成2年）4月21日、キネカ錦糸町は日本初のソビエト連邦（ソ連）映画専門館となった。4月7日から4月20日までのプレオープン期間には「ソ連映画フェスティバル」を開催し、4月21日からはユーリー・マミン監督『泉』（1988年）をロードショー公開した。初年度は約8割の上映作品がソ連作品であり、残りは東欧や北欧などの作品だった。キネカ錦糸町のソ連映画専門館化は、以前からソ連文化に関心が強かったセゾングループの堤清二代表の意向による。1984年（昭和59年）にはセゾングループとしてソ連文化省と文化交流促進の覚書を交わし、1988年（昭和63年）には東京都にソビエト・バレエ・インスティテュートを開校させていた。
ロシア・ソビエト映画の話題作はキネカ錦糸町に集まり、『不思議惑星キン・ザ・ザ』を上映したり、「知られざるソビエト映画特集」、「ソビエト女性映画人週間」、「ドストエフスキーを愛した巨匠たち」、「ロシア文芸映画フェア」、「パラジャーノフ祭」や「ボリス・バルネット祭」などの特集上映を行った。専門館時代の2年間には約80本のソ連映画を上映した。ソ連映画専門館化以後にはエイゼンシュテイン・シネクラブ（日本）の月例会の会場となり、髙野悦子、高畑勲、堤清二、山田洋次、淀川長治、などの講演も開催された。
1991年（平成3年）末にソ連が解体されたことを受け、1992年（平成4年）6月中旬にはソ連映画専門館の看板を下ろした。とはいえ、以後もロシアや周辺地域の作品を多数上映しており、ロシア語で小さな映画館を意味する「マールイ・キノ」という愛称があった。1992年（平成4年）秋にはイベリア半島とイベロアメリカ映画の特集上映として「ラテンアメリカ映画の秋'92」を開催した。

### 閉館
1994年（平成6年）1月31日、賃貸契約の満了によって西友の経営によるキネカ錦糸町が閉館した。跡地を株式会社東京楽天地が引き継ぎ、2月1日には錦糸町スカラ座2が開館している。キネカ錦糸町の閉館後、ロシア・ソビエト映画の上映などの活動は国際シネマ・ライブラリーなどによって継続された。1995年春にシネ・ヴィヴァン・六本木で開催された「映画の貴公子 ボリス・バルネット」、岩波ホールで上映された『私は20歳』（監督：マルレン・フツィエフ）、「ロシア・ソビエト映画祭」（開催:1996年）などがある。キネカ錦糸町の閉館後、キネカ大森にて「ラテンアメリカ映画の秋」の後継企画「イベロアメリカ・シネフェスタ'94」「イベロアメリカ・シネフェスタ'96」が開催されている。
錦糸町スカラ座2は1999年（平成11年）7月10日に錦糸町シネマ8楽天地の一部となったが、2006年（平成18年）春のスクリーン数縮小の際に閉鎖された。楽天地ビル7階の跡地にはフィットネスクラブ「メガロス錦糸町」が入居している。

## 主な上映作品
1986年

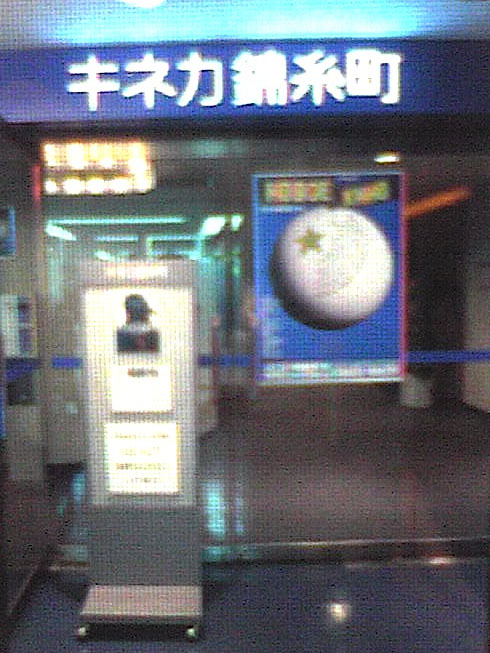
1990年春の劇場入口

- 11月　カナダ映画「ソナチネ」（監督：ミシュリーヌ・ランクト）　※オープニング作品。
- 12月「グレイフォックス」（監督：フィリップ・ボーゾス）

1987年
- 3月「エル・ニド」（監督：ハイメ・デ・アルミニャン）
- 4月「カルメン」（監督：フランチェスコ・ロージ）
- 9月「フルカウント」（監督：ローランド・ディアス）
- 10月「カラスの飼育」（監督：カルロス・サウラ）
- 11月「悲しみのヴァイオリン」（監督：レジス・ヴァルニエ）
- 12月「ルシア」（監督：ウンベルト・ソラス）

1988年
- 1月「天国の晩餐」（監督：ウンベルト・ソラス）
- 2月「アメリカン・ウェイ」（監督：モーリス・フィリップス）

1989年
- 5月「アトランティック・シティ」（監督：ルイ・マル）
- 8月「わが父/パードレ・ヌエストロ」（監督：フランシスコ・レゲーロ）

1990年
- 5月　「コミッサール」（監督：アレクサンドル・アスコリドフ）
- 9月　「転校生レナ」（監督：ローラン・ブイコフ）
- 10月 「ブハラ大公の秘密の旅」（監督：ファリド・ ダヴレトシン）
- 11月 「詩人フラーギ」（監督：ホジャクリ・ナルリーエフ）
- 12月 「ハレバとゴーギ」（監督：ゲオルギー・シェンゲラーヤ）

1991年
- 1月　「不思議惑星キン・ザ・ザ」（監督：ゲオルギー・ダネリヤ）
- 3月　「うしろの正面だあれ」（監督：有原誠治）※ご当地アニメ映画作品
- 4月　「パラジャーノフ祭」にて「アシクケリブ」「ざくろの色」「スラム砦の伝説」を上映。
- 11月  「少年たち『カラマーゾフの兄弟』より」（監督：レニータ・グリゴリエワ, ユーリー・グリゴリエフ）
- 12月  「カプチーノ街から来た人」（監督：アーラ・スーリコワ）　※ポスターイラスト 三留まゆみ

1992年
- 3月「静かなるドン」（監督：オリガ・プレオプラジェンスカヤ、イワン・プラーウォフ）
- 6月「人間の運命」（監督：セルゲイ・ボンダルチュク）　※第一回モスクワ国際映画祭グランプリ
- 7月  「ウルガ」（監督：ニキータ・ミハルコフ）
- 9月  「白い豹の影」（監督：トロムーシュ・オケーエフ)　※日本初のキルギス映画ロードショー
- 12月  「ボリス・バルネット祭」にて「諜報員」「青い青い海」「国境の町」を上映。

1993年 - 1994年
- 1993年6月　「シークレット・ウェディング/待ちすぎた恋人たち」（監督：アレハンドロ・アグレスティ)
- 1993年8月　 「戦争と平和」（監督：セルゲイ・ボンダルチュク）425分全長版　リバイバル・ロードショー

## 主なイベント
1990年
- 4月「ソビエト映画祭'90」
ゲスト：アレクサンドル・アスコリドフ（監督）など
映画祭記念イベント、スタジオ錦糸町（同ビル６F）にて「ソビエト映画ポスター展」開催。
- 10月 「新ラテンアメリカ映画祭'90」　〜新ラテンアメリカ映画の回顧〜  ゲスト：ガルシア・マルケス（作家）など
  - 上映作品
    - 「コインを！」（監督：フェルナンド・ビッリ)
    - 「洪水地帯の人々」（監督：フェルナンド・ビッリ)
    - 「リオ40度」（監督：ネルソン・ペレイラ・ドス・サントス)
    - 「煉瓦労働者」（監督：マルタ・ロドリゲス他)
    - 「エル・メガノ」（監督：フリオ・ガルシア他)
    - 「人民の勇気」（監督：ホルヘ・サンヒネス)
    - 　「リード：反乱するメキシコ」（監督：ポール・レデュク)

1991年
- 4月　「ソビエト女性映画人週間'91」
  - 上映作品
    - 「無気力症シンドローム」（監督：キーラ・ムラートワ）
    - 「観察者」（監督：アルヴァ・イーホ）
    - 「少年たち『カラマーゾフの兄弟』より」（監督：レニータ・グリゴリエワ）
    - 「カプチーノ街から来た人」（監督：アーラ・スーリコワ）
    - 「自画像の描かない画家」（監督：アリアンナ・タヴログ）
    - 「シンデレラへの道」（監督：タチアナ・ユーリナ）
    - 「あなたは舞踏会へ行きますか？」（監督：ナジェーシダ・フヴォーロワ）
    - 「糸」（監督：イリーナ・マルゴリーナ）

ゲスト：アーラ・スーリコワ（監督）、キーラ・ムーラトワ（監督）など

1993年
- 10月「映画100年にむけてー エイゼンシュテイン記念国際シンポジウム」
  - パネリスト
    - ナウーム・クレイマン（モスクワ映画博物館館長）
    - ユーリー・ノルシュテイン（アニメーション作家）- ※制作中のアニメーション「外套」の一部（20分程）を参考試写
    - ベルナール・エイゼンシッツ（映画評論家）
    - イアン・クリスティー（映画評論家）
    - アネット・マイクルスン（映画評論家）
    - 山田和夫（映画評論家）